# Myostola
Myostola là một chi nhện trong họ Theraphosidae.

## Các loài
Chi này gồm các loài:
- Myostola occidentalis (Lucas, 1858)